# Orfelia spatulata
Orfelia spatulata är en tvåvingeart som beskrevs av Edwards 1940. Orfelia spatulata ingår i släktet Orfelia och familjen platthornsmyggor. Inga underarter finns listade i Catalogue of Life.